# 473 Nolli
Nolli è un asteroide della fascia principale. Scoperto nel 1901, presenta un'orbita caratterizzata da un semiasse maggiore pari a 2,6621109 UA e da un'eccentricità di 0,1064975, inclinata di 12,91363° rispetto all'eclittica.
Stanti i suoi parametri orbitali, è considerato un membro della famiglia Eunomia di asteroidi.
Il suo nome è dedicato ad un animale domestico di un bambino della famiglia di Wolf.